# Norman Bottomley
El Mariscal en Cap de l'Aire Sir Norman Howard Bottomley KCB CIE DSO AFC RAF (18 de setembre de 1891 - 13 d'agost de 1970) va ser el successor del Mariscal de la RAF Arthur 'Bomber' Harris com a Comandant en Cap del Comandament de Bombarders de la Royal Air Force el 1945.

## Biografia
Nascut a Yorkshire, va ser educat a la Halifax Secondary School, al Borough College (Londres) i a la Universitat de Rennes (França), abans de rebre despatx com a oficial subaltern a l'East Yorkshire Regiment. Es va unir el 1915 al Royal Flying Corps, on serví durant la Primera Guerra Mundial. El 27 de gener de 1916 rebé el certificat RAeC 2328.
Durant el període d'entreguerres, entre els seus destins s'inclou servei a l'Estat Major del Quarter General de la zona de l'Orient Mitjà (1921) i a Egipte (maig de 1921). El 1924 assistí a l'Acadèmia d'Estat Major de la RAF i va ser destinat al Directori d'Operacions i d'Intel·ligència de l'Estat Major el 1925. El gener de 1930 assisteix a l'Acadèmia de Defensa Imperial, i al desembre d'aquell any passa a dirigir l'Estat Major de l'Acadèmia d'Estat Major de la RAF. El 1934 és destinat a l'Índia, comandant l'aeròdrom de Lahore i, a l'octubre de 1934, és nomenat comandant del 1r Grup Indi.
Entre 1938 i 1940, Bottomley va ser Oficial Superior de l'Estat Major de l'Aire al Quarter General de la Comandància de Bombarders, iniciant-se un ràpid ascens dins del comandament de bombarders. Allà organitzà un Cos de Bombarders per ser enviats a França amb la petició del Component de l'Aire, sense autorització superior (prova de la manca de mesures per contenir l'avanç alemany). El novembre de 1940 va ser nomenat com a Comandant del 5è Grup. Posteriorment va ser nomenat Adjunt al Cap de l'Estat Major de l'Aire el 1943. Va ser un dels principals defensors de la tàctica d'Àrea de Bombardeig, sent instrumental en l'acceptació d'aquesta política. No obstant això, amb els preparatius d'Overlord intenta que Sir Arthur Harris modifiqués la política al bombardeig de precisió, tasca en la que faria que ambdós topessin sovint. Al final de la guerra es retirà com a Comandant de la Comandància de Bombarders. El 1947 va esdevenir Inspector General de la RAF, retirant-se del servei actiu l'1 de gener de 1948. Entre 1948 i 1956 treballà com a Director d'Administració de la BBC.
Sir Norman Bottomley va morir el 13 d'agost de 1970, als 78 anys.

## Promocions

### Exèrcit
- Sotstinent – 15 d'agost de 1914
- Tinent – 12 de febrer de 1915
- Capità – 9 d'abril de 1916

### RAF
- Capità – 1 d'abril de 1918
- Tinent de Vol - 1 d'agost de 1919
- Cap d'Esquadró – 30 de juny de 1922
- Comandant d'Ala – 1 de juliol de 1929
- Capità de Grup – 1 de juliol de 1935
- Comodor de l'Aire – 1 de novembre de 1938
- Vicemariscal de l'Aire – 14 d'abril de 1942
- Mariscal de l'Aire – 1 de gener de 1946
- Mariscal en Cap de l'Aire – 23 de març de 1947

## Condecoracions
Comandant de l'Orde del Bany – 8 de juny de 1944
 Company de l'Orde del Bany – 17 de març de 1941
 Company de l'Orde de l'Imperi Indi – 11 de maig de 1937
 Orde del Servei Distingit – 21 de desembre de 1937
  Creu de la Força Aèria – 2 de novembre de 1918
 5 Mencions als Despatxos - 12 de novembre de 1937, 18 de febrer de 1938 (2), 14 de juny de 1938, 1 de gener de 1941
 Estrella de 1914-15
 Medalla Britànica de la Guerra 1914-20
 Medalla de la Victòria 1914-1918
 Estrella de 1939-45
 Estrella de les Tripulacions Aèries d'Europa amb barra França i Alemanya
 Medalla de la Guerra 1939-1945
 Comandant de la Legió del Mèrit (Estats Units) - 9 Oct 1945